# Demolition Man (comics)
Pour les articles homonymes, voir Demolition Man (homonymie).
Dennis Dunphy, alias Demolition Man (aussi appelé D-Man) est un super-héros évoluant dans l'univers Marvel de la maison d'édition Marvel Comics. Créé par le scénariste Mike Carlin (en) et le dessinateur Ron Wilson (en), le personnage de fiction apparaît pour la première fois dans le comic book The Thing #28 en octobre 1985.

## Biographie du personnage

### Origines
Dennis Dunphy était un excellent joueur de football américain universitaire, mais pas assez bon pour être embauché en tant que pro. Il acheta alors au Power Broker un traitement pour augmenter considérablement sa force. Devenu trop fort pour les sports classiques, il s'inscrivit à l'Unlimited Class Wrestling Federation (en) (UCWF, fédération de catch pour les êtres surhumains) sous le nom de « Demolition Dunphy » et se lia d'amitié avec Ben Grimm, alias la Chose. Il gagna très bien sa vie, mais se retrouva vite en état de manque, ce qui aida le Power Broker à le faire chanter. Mais Dunphy refusa de trahir Ben et Sharon Ventura et lutta contre la douleur pour vaincre sa toxicomanie.

### Parcours
Peu après, Dunphy quitte l'UCWF et aide Captain America à vaincre le Power Broker. Portant un costume copié sur le premier costume de Dardevil avec un masque ressemblant à celui de Wolverine, il se surnomme « Demolition Man » ou encore « D-Man ». Durant une enquête, le docteur Karl Malus augmente de force le traitement de Dennis, ce qui lui vaut de gros problèmes cardiaques. Mais il reste cependant un super-héros actif.
Quand Steve Rogers est forcé par une commission de rendre son costume de Captain America, les deux hommes s'associent de nouveau. Ils travaillent aussi avec Nomad et le Faucon. Mais la jalousie de Nomad envers Dunphy et sa liaison avec Vagabond brise le groupe.
Captain America enrôle Dunphy au sein des Vengeurs, mais celui-ci se perd au Pôle Nord lors de sa première mission, qui consistait à sauver US Agent, le nouveau Captain America, de terroristes.
Gelé dans les glaces pendant plusieurs mois, il se réveille le cerveau atteint, à moitié amnésique. US Agent et le Faucon le retrouvent au sein d'une tribu Inuit.
Sur la voie de la guérison, il est presque tué par son double lors de la Guerre d'Infinité et atterrit à Zerotown, qu'il libère du joug de son oppresseur.
Il devient par la suite sans domicile fixe et connaît des épisodes de troubles mentaux. Solitaire, à moitié fou, il vole des bijoux en pensant trouver les Gemmes du Pouvoir. Daredevil et le journaliste Ben Urich le livrent aux autorités afin qu'il soit soigné.

## Pouvoirs et capacités
Demolition Man peut soulever 15 tonnes, mais son cœur affaibli ne lui permet plus ce genre d'exploit, sous peine de risquer un infarctus. C'est un bon lutteur et pilote d'avion, entraîné au corps à corps par Captain America.